# مايك إيبن
مايك إيبن هو لاعب كرة قدم كندية كندي، ولد في 29 يناير 1946 في Žatec ‏ في التشيك.